# Ký hiệu hóa học
Trong hóa học, ký hiệu là tên viết tắt của một nguyên tố hóa học. Biểu tượng cho các nguyên tố hóa học thường bao gồm một hoặc hai chữ cái trong bảng chữ cái Latinh và được viết với chữ cái đầu tiên viết hoa.
Các biểu tượng trước đó cho các nguyên tố hóa học bắt nguồn từ từ vựng cổ điển Latin và Hy Lạp. Đối với một số nguyên tố, điều này là do vật liệu đã được biết đến trong thời cổ đại, trong khi đối với những nguyên tố khác, tên này là một phát minh gần đây hơn. Ví dụ, Pb là biểu tượng cho chì (plumbum trong tiếng Latin); Hg là biểu tượng cho thủy ngân (hydrargyrum trong tiếng Hy Lạp); và He là biểu tượng cho heli (một tên Latin mới) vì heli không được biết đến trong thời La Mã cổ đại. Một số biểu tượng đến từ các nguồn khác, như W cho wolfram (Wolfram trong tiếng Đức) không được biết đến trong thời La Mã.
Một ký hiệu tạm thời gồm 3 chữ cái có thể được gán cho một phần tử mới được tổng hợp (hoặc chưa được tổng hợp). Ví dụ: "Uno" là ký hiệu tạm thời cho hassi (nguyên tố 108) có tên tạm thời là uniloctium, dựa trên số nguyên tử của nó là 8 lớn hơn 100. Ngoài ra còn có một số ký hiệu lịch sử không còn được sử dụng chính thức.
Ngoài các chữ cái cho chính nguyên tố, các chi tiết bổ sung có thể được thêm vào biểu tượng dưới dạng siêu ký tự hoặc chỉ số của một đồng vị cụ thể, trạng thái ion hóa hoặc oxy hóa hoặc chi tiết nguyên tử khác. Một số đồng vị có các ký hiệu riêng của chúng thay vì chỉ là một chi tiết đồng vị được thêm vào biểu tượng nguyên tố của chúng. 

Ví dụ chú thích của một ký hiệu nguyên tử

Các chỉ mục hoặc siêu ký tự đính kèm chỉ định một nguyên tử hoặc phân tử có ý nghĩa và vị trí sau đây:
- Số nucleon (số khối) được hiển thị ở vị trí siêu ký tự bên trái (ví dụ:14N). Con số này xác định đồng vị cụ thể. Các chữ cái khác nhau, chẳng hạn như "m" và "f" cũng có thể được sử dụng ở đây để chỉ ra một đồng phân hạt nhân (ví dụ: 99mTc). Thay phiên, số ở đây có thể đại diện cho trạng thái lượng tử cụ thể (ví dụ: 1O2). Những chi tiết này có thể được bỏ qua nếu không liên quan trong một bối cảnh nhất định.
- Số proton (số nguyên tử) có thể được chỉ định ở vị trí đăng ký bên trái (ví dụ: 64Gd). Số nguyên tử là dư thừa cho nguyên tố hóa học, nhưng đôi khi được sử dụng để nhấn mạnh sự thay đổi số lượng hạt nhân trong phản ứng hạt nhân.
- Nếu cần thiết, trạng thái ion hóa hoặc trạng thái kích thích có thể được chỉ định ở vị trí siêu ký tự bên phải (ví dụ: trạng thái ion hóa Ca2+).
- Số lượng nguyên tử của một nguyên tố trong phân tử hoặc hợp chất hóa học được hiển thị ở vị trí chỉ số bên phải (ví dụ: N2 hoặc Fe2O3). Nếu số này là 1, nó thường bị bỏ qua - số 1 được ngầm hiểu nếu không ghi gì.
- Một gốc tự do được chỉ định bởi một dấu chấm ở phía bên phải (ví dụ: Cl • cho một nguyên tử clo trung tính). Điều này thường được bỏ qua trừ khi có liên quan đến một bối cảnh nhất định vì nó đã được khấu trừ từ điện tích và số nguyên tử, nói chung là đúng đối với các electron hóa trị không bị phá hủy trong các cấu trúc xương.

Trong tiếng Trung, mỗi nguyên tố hóa học có một chữ Hán riêng, thường được tạo ra cho một mục đích. Tuy nhiên, các ký hiệu Latin cũng được sử dụng, đặc biệt là trong các công thức.
Nhiều nhóm chức cũng có ký hiệu hóa học riêng, ví dụ Ph cho nhóm phenyl và Me cho nhóm methyl. 

Bảng tuần hoàn, các yếu tố được biểu thị bằng các ký hiệu của chúng

Một danh sách các dấu hiệu và biểu tượng được đề xuất và lịch sử hiện nay, ngày, cũng như được đưa vào đây với nó định nghĩa. Cũng được đưa ra là số nguyên tử, khối lượng nguyên tử của mỗi nguyên tố hoặc khối lượng nguyên tử của đồng vị, nhóm và số chu kỳ ổn định nhất trên bảng tuần hoàn và từ nguyên của ký hiệu.